# 邢丹
邢丹（1981年10月29日—2011年4月14日）是中华人民共和国廣東省深圳市的一名公务员，原深圳“爱心大使”丛飞的妻子。

## 生平
邢丹2003年起从事空乘职业，2004年与丛飞（自发为失学儿童义演，曾获2005年感动中国年度人物）结婚，一直照顾丛飞直到2006年丛飞患胃癌逝世。
丛飞去世后，她继续他的“爱心”工作，是“丛飞事迹报告团”的成员。2006年4月21日，深圳的网路平台《深圳新闻网》称她为“了不起的女性”。

## 逝世
2011年4月13日深夜，邢丹所乘汽车在广东惠州的高速公路路段遭飞石击中面部，送医后于次日凌晨身亡。邢丹与丛飞育有一女，名邢小丛飞。

## 评价
2011年4月18日，丛飞遗孀邢丹遗体告别仪式在深圳举行。邢丹的骨灰将会和丛飞合葬在一起。女儿邢小丛飞和双方父母等亲人以及近千名市民参加了其遗体告别仪式。不少网友表示对她所做义工的感谢和突然离去的惋惜，并引发对慈善事业的前景担忧以及贫困地区未上学子女教育问题的思考。